# 沙巴非法移民皇家調查委員會
沙巴非法移民皇家調查委員會（英語：Royal Commission of Inquiry on illegal immigrants in Sabah）是一個成立於2012年8月11日，用以調查沙巴州內非法移民的皇家調查委員會。

## 背景
2012年6月1日，马来西亚政府同意成立皇家調查委員會（RCI），調查扰攘了40多年的沙巴非法移民问题。馬來西亞總檢察長被委託為委員會制定職權範圍。同年8月11日，政府正式成立「沙巴非法移民皇家調查委員會」，組成及制定了委員會成員和職責範圍。 委員會於2013年1月14日開始舉行公開聽證會。

## 職責範圍
1. 調查沙巴州內被授予馬來西亞藍色身份證或公民身份的外國人數目
2. 調查授予此類身份證或公民身份的過程是否合法
3. 調查通過非法手段得到藍色身份證、臨時身份證或公民身份的人是否在沙巴的選民登記名冊當中
4. 調查當局是否已採取任何方法、規章或標準作業程序（SOP），以防止任何違法行為涉及其中
5. 通過考慮適用於馬來西亞的國際慣例，對向沙巴境內的外國人授予藍色身份證或公民身份的法規進行深入探討，並提出改善現行做法的建議
6. 根據以下類別調查沙巴人口增長背後的原因，並研究他們對選民登記冊上人數上升的影響：
  1. 在沙巴居住的沙巴公民，包括通過出世紙被授予藍色身份證或公民身份的沙巴公民；
  2. 外國工人（包括家庭成員）；
  3. 非法移民（包括家庭成員）和
  4. 逃犯
7. 調查向國外的外國人授予藍色身份證或公民身份之後，對沙巴社區的社會影響
8. 調查向沙巴州內“無國籍”的外國人授予藍色身份證或公民身份的數量[3]